# Fietsbel

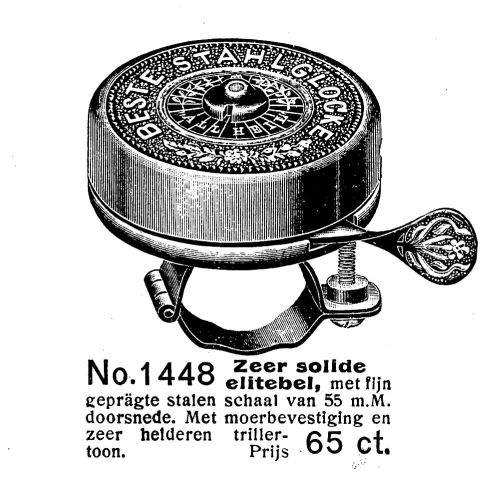
Fietsbel uit 1913

Een fietsbel is een kleine bel die over het algemeen links op het stuur van een fiets is gemonteerd, en die meestal met de duim wordt bediend.
De functie van de fietsbel is andere verkeersdeelnemers te waarschuwen bij gevaar, omdat een fiets in tegenstelling tot de meeste andere vervoermiddelen geen geluid maakt en dus gemakkelijk over het hoofd kan worden gezien. 
In Nederland is het hebben van een fietsbel op een fiets vanaf 1906 verplicht. De Nederlandse wetgeving stelt verder alleen dat een fiets voorzien moet zijn van een goed werkende bel, zonder specifiek een afstand te noemen. In België moet de bel hoorbaar zijn tot op 20 m afstand.

## Wetenswaardigheden
- "Als ik tweemaal met m'n fietsbel bel" was een bekend lied van Max van Praag.